# 大場久美子
大場 久美子（おおば くみこ、1960年〈昭和35年〉1月6日 - ）は、日本の女優、歌手。心理カウンセラー。埼玉県川口市出身。3人兄妹の長女（兄1人、弟1人）。オフィスキコ所属。

## 人物
- 公称サイズ：身長153cm・バスト80cm・ウエスト58cm・ヒップ83cm・靴サイズ23cm。
- 学歴：鳩ヶ谷市立中居小学校、鳩ヶ谷市立八幡木中学校[注釈 3]を卒業し、その後東京成徳短期大学附属高等学校商業科入学（芸能界本格的デビューのため転校） → 堀越高等学校卒業。
- アイドル時代から、自身のことをクーミンと呼んでおり、愛称となっている。
- 趣味・特技は料理、日本舞踊、ダンス、洋裁（30年以上も続けている）、バトントワリング[注釈 4]など数多い。
- 資格を107持っている[3]。心理カウンセラー、認知行動療法士、フットリフレクソロジストなど[3]。
- 好きな色：ピンク
- アイドル時代から矢沢永吉の追っかけを行っており、成人後に矢沢永吉の自宅の近所に自宅を建てたが、すぐに矢沢永吉が引っ越したという[4]。
- 1999年から、母の死が引き金となり約8年間、パニック障害を患っていたことを、2008年1月18日に放送された『独占!金曜日の告白』（フジテレビ）にて初めて公に告白した。その後、重い病気や障害で患っている人達が新たに彼女のファンになったり、また他のテレビ番組のインタビューでそれが放送されると、放送後、彼女の公式ブログ「大場久美子のエトセトラ」（下記の外部リンクの項を参照のこと）では、重い病気や障害を患っている人達の書き込みが非常に多くなるという現象が起きている。
- 前記のパニック障害を克服したことを契機に、認知行動療法を学び、2009年10月、日本推進カウンセラー協会の心理カウンセラーの資格を取得。翌年半ば過ぎ頃から、心理カウンセラーとしての活動も本格的に開始する[5]。
- 1995年頃から、カンボジアの教育支援や医療支援などを中心に行っているNGO団体・「公益社団法人セカンドハンド」の活動に協力し、2008年より同団体の広報大使を務めている。
- 2003年から2007年頃まで、旧鳩ヶ谷市の親善大使を務めていた（旧鳩ヶ谷市役所・広報課）。
- 2009年に開催された第2回「おもいがわ映画祭」にゲスト出演[注釈 5]したことを機に、栃木県小山市より「小山評定ふるさと大使」を委嘱されている[注釈 6]。
- 2011年に発生した東日本大震災を機に、震災で被災したペットの救助・保護を中心に行っているNPO団体・「一般社団法人J-Taz'sアニマルシェルター（旧・UKC JAPAN）」の活動に協力している。
- 2023年から、石川県から「石川県観光大使」を委嘱された。なお、2015年度より2020年度までの5年間「いしかわ観光特使」に任命されていた。

## 略歴
- 1960年1月6日 – 埼玉県川口市に生まれる（後に鳩ヶ谷市であった市域で育つ）。
- 1970年 – 友人の応募で東京宝映テレビのオーディションに合格。
- 1973年 – 同社が主宰する「劇団フジ」に入り、子役として活動。
- 1974年 – 日本テレビ系列のテレビ番組「愛の山河」に出演。テレビデビューを果たす。
- 1975年 – NETテレビ（現・テレビ朝日）「あなたをスターに!」で特別賞を受賞したのをきっかけに、芸能プロダクション「ボンド企画」にスカウトされ、本格的に芸能活動を開始。（この時は、堀越高校在学中だった。）
- 1976年 – 『遺書 白い少女』で映画デビュー。
- 1977年06月05日 – 東芝EMI（現:ユニバーサルミュージック）より『あこがれ』で歌手デビュー。同期デビューは荒木由美子、榊原郁恵など。翌月公開の東宝映画『HOUSE／ハウス』では準主役に抜擢され、女優としても本格始動する。「一億人の妹」というキャッチフレーズの下[6]、その後立て続けにシングル曲を生み出す。
- 1978年 – 同年6月12日から翌年9月24日まで約1年3ヶ月間放送されたTBS系のテレビ番組「コメットさん」（第2期、全68話）で2代目コメットさんを務め、全国的にその名が知れ渡り、ブロマイドが爆発的に売れ、一躍トップアイドルになる。
- 1979年
  - 03月05日 – 7枚目のシングル「スプリング・サンバ」発売（オリコン最高位44位、シングル売上3万枚）。これが最大のヒット曲となり、彼女の代表曲となる。
  - 10月19日 – 「さよならコンサート」を日本武道館で開催[注釈 7]。「私は女優の世界にお嫁に行きます」との言葉を残し、歌手としての活動を一旦終了した。記者会見の際になぜ歌手業をやめるのかとたずねられた際に「私は音痴だから。」と自ら発言し物議を醸した。ただし、後のインタビューでは「歌手活動は最初から数年（2年程度）で止めるつもりだった」とも述べている。
- 1984年
  - 07月25日 – 10枚目のシングル「悲しみ貯金箱」発売。明確な表明をしないまま、なし崩し的に歌手活動を再開した。
  - 0?月0?日 – 同年発売の写真集『大場久美子』でヌードを披露した。
- 1987年 – 実家がもらい火で全焼する。
- 1990年 – サイドビジネスで京都市でレストラン『ホワイトバス』の経営を始めるが、経営不振で2年後に閉店する。
- 1992年 – 当時の所属事務所ボンド企画が倒産。これを受けて、翌年、個人事務所「オフィス大場」を設立。彼女の母親である大場タカ子が事務所のマネージャー等を務めて、母親と二人三脚で活躍する[注釈 8]。
- 1993年06月17日 – 東映ビデオから7月9日発売予定だったVシネマ『スキャンダラス・ボディ』の劇中におけるヌードシーンの吹き替えをめぐって発売中止を求める裁判を起こした。結局、当該のシーンを大幅にカット、追加撮影を行う等の処置を施し、同年9月25日に発売された。
- 1994年04月12日 – サイドビジネスで経営していたレストラン『ホワイトバス』の負債の残金1億400万円を返せないことから、同日、自己破産申告が認められた[注釈 9]。
- 1999年06月18日 – 母のタカ子死去（享年62）。
- 2000年
  - 02月01日 – 6歳年下のダンサー兼振付師の高橋てつやと結婚[注釈 10][注釈 11]。
  - 0?月0?日 – 林寛子、あべ静江、沢田亜矢子と共に自称“熟女ユニット”『女盛りゲザデレタ』を結成。同年6月21日、シングルCD「Animal Blood」をリリースした。
- 2008年
  - 01月18日 – この日に放送されたフジテレビ「独占!金曜日の告白」にて、8年間パニック症（パニック障害）に悩まされていたことを、初めて公に告白。放送後、大反響を呼んだ。
  - 02月23日 – 「KUMIKO OHBA 35th Anniversary Live」を東京で開催。ライブ中、単独コンサートとしては30年ぶりに「コメットさん」の衣装を披露する。
- 2009年10月03日 – 認知行動療法を学び、日本推進カウンセラー協会の心理カウンセラーの資格を取得する[注釈 12]。
- 2011年05月19日 – 10歳年下の会社員の男性と再婚したことをブログにて公表。
- 2012年04月04日 – 活動に協力している「一般社団法人UKC JAPAN（現・J-Taz'sアニマルシェルター）」のために、28年ぶりに11枚目のシングル「ボクの命〜20キロ圏内のペット達の想い〜」を配信限定で発売。
- 2014年
  - 07月08日 – 林寛子とコンビを組み、アマ名義で「キングオブコント2014」（第7回大会）に参加を表明。『○1○2』(マルイチマルニ)というコンビ名で出場したが、2回戦で敗退となる。
  - 10月07日 – この日発売の「週刊アサヒ芸能」で35年ぶりの水着姿を披露。その後も「週刊ポスト」などで披露する。
- 2015年
  - 12月18日 – フットリーディングアドバンスセラピスト（足底反射療法士）の資格を取得する[注釈 12]。
  - 12月31日 – 父の宣夫死去（享年84）。
- 2016年
  - 09月 – 浦安市の会員制美容室の一角を借りて、フットリフレクソロジーサロン『和萌憂つぼ』のビジネスを始める[注釈 13]。
  - 12月22日 – 音楽健康指導士2級の資格を取得する[注釈 12]。
- 2017年
  - 09月16日 – ハンドリフレカウンセラーの資格をハートフルライフカウンセラー学院にて取得する[注釈 12]。
  - 11月10日 – 食品衛生責任者の資格を取得する。
  - 12月23日 – カラー心理士の資格を取得する[注釈 12]。
- 2018年
  - 02月26日 – 脳活性トレーナーの資格を日本推進カウンセラー協会にて取得する[注釈 12]。
  - 03月29日 – 認知行動療法士の資格を日本推進カウンセラー協会にて取得する[注釈 12]。
- 2019年02月28日 – 体温管理士の資格を取得する[注釈 12]。
- 2020年11月24日 – 「大場久美子のクーミンChannel」を開設し、YouTuberデビューとなる。
- 2023年06月0?日 – 腰部の痛みのため、救急搬送される。YouTubeで退院報告を行ったもの、椎体骨折、圧迫骨折により、自宅のベッドに横たわった状態での報告となった[7]。
- 2024年2月28日 – 家族と別居していることを発表[8]。

## ディスコグラフィー

### シングル
| 発売日                                     | 規格    | 規格品番   | 面                  | タイトル                               | 作詞       | 作曲       | 編曲        |
| 東芝EMI                                    | 東芝EMI | 東芝EMI    | 東芝EMI             | 東芝EMI                                | 東芝EMI    | 東芝EMI    | 東芝EMI     |
| ------------------------------------------ | ------- | ---------- | ------------------- | -------------------------------------- | ---------- | ---------- | ----------- |
| 1977年6月5日                               | 7インチ | TP-10215   | A                   | あこがれ                               | 岩谷時子   | 鈴木邦彦   | 萩田光雄    |
| 1977年6月5日                               | 7インチ | TP-10215   | B                   | 太陽がまぶしくて                       | 岩谷時子   | 鈴木邦彦   | 萩田光雄    |
| 1977年10月20日                             | 7インチ | TP-10329   | A                   | 追いかけないで                         | 岩谷時子   | 鈴木邦彦   | 萩田光雄    |
| 1977年10月20日                             | 7インチ | TP-10329   | B                   | 枯葉いろのマント                       | 岩谷時子   | 鈴木邦彦   | 萩田光雄    |
| 1978年2月5日                               | 7インチ | TP-10366   | A                   | 大人になれば                           | 浜口庫之助 | 浜口庫之助 | 萩田光雄    |
| 1978年2月5日                               | 7インチ | TP-10366   | B                   | 恋させて                               | 八坂裕子   | 萩田光雄   | 萩田光雄    |
| 1978年6月5日                               | 7インチ | TP-10425   | A                   | エトセトラ                             | 小林和子   | 萩田光雄   | 萩田光雄    |
| 1978年6月5日                               | 7インチ | TP-10425   | B                   | 甘い感傷                               | 小林和子   | 萩田光雄   | 萩田光雄    |
| 1978年8月20日                              | 7インチ | TP-10460   | A                   | キラキラ星あげる                       | 伊藤アキラ | 平尾昌晃   | 萩田光雄    |
| 1978年8月20日                              | 7インチ | TP-10460   | B                   | 愛をみつけて                           | 伊藤アキラ | 平尾昌晃   | 萩田光雄    |
| 1978年12月1日                              | 7インチ | TP-10515   | A                   | ディスコ・ドリーム                     | 小林和子   | 和泉常寛   | 直居隆雄    |
| 1978年12月1日                              | 7インチ | TP-10515   | B                   | ミルキー・ウェイ                       | 小林和子   | 和泉常寛   | 直居隆雄    |
| 1979年3月5日                               | 7インチ | TP-10545   | A                   | スプリング・サンバ                     | 小林和子   | 和泉常寛   | 萩田光雄    |
| 1979年3月5日                               | 7インチ | TP-10545   | B                   | ヘッドホーン                           | 小林和子   | 和泉常寛   | 萩田光雄    |
| 1979年8月5日                               | 7インチ | TP-10575   | A                   | フルーツ詩集                           | 小林和子   | 萩田光雄   | 萩田光雄    |
| 1979年8月5日                               | 7インチ | TP-10575   | B                   | あなたとワインと太陽と                 | 小林和子   | 和泉常寛   | 和泉常寛    |
| 1979年11月20日                             | 7インチ | TP-10641   | A                   | ハートのポプリ                         | イルカ     | イルカ     | 佐藤允彦    |
| 1979年11月20日                             | 7インチ | TP-10641   | B                   | なみだ雲                               | イルカ     | イルカ     | 佐藤允彦    |
| キティレコード                             |         |            |                     |                                        |            |            |             |
| 1984年7月25日                              | 7インチ | 7DS-0072   | A                   | 悲しみ貯金箱                           | なかにし礼 | 三木たかし | 三木たかし  |
| 1984年7月25日                              | 7インチ | 7DS-0072   | B                   | 明日ではおそすぎる                     | なかにし礼 | 三木たかし | 三木たかし  |
| C-ZONE MUSIC                               |         |            |                     |                                        |            |            |             |
| 2001年                                     | CD      |            | 1                   | RE- SET                                | 大倉紳三   | 大倉紳三   | Style Cycle |
| 2001年                                     | CD      | 2          | RE- SET（カラオケ） | -                                      |            | 大倉紳三   | Style Cycle |
| UKC JAPAN（現・J-Taz'sアニマルシェルター） |         |            |                     |                                        |            |            |             |
| 2012年4月4日                               | 配信    |            |                     | ボクの命〜20キロ圏内のペット達の想い〜 | タッズ母   | 綺音       |             |
| 徳間ジャパンコミュニケーションズ           |         |            |                     |                                        |            |            |             |
| 2015年3月18日                              | CD      | TKCA-90687 | 1                   | 能登里山空港 ～おいでおいで～          | 三輪一夫   | 合田道人   | 寺西誠      |
| 2015年3月18日                              | CD      | TKCA-90687 | 2                   | 能登穴水湾                             | 新條カオル | 斎藤覚     | 大森一夫    |
| 2015年3月18日                              | CD      | TKCA-90687 | 5                   | 能登のお・も・て・な・し（朗読）       | 八島弘造   |            | 合田道人    |

### アルバム
いずれも東芝EMI（東芝レコードレーベル。現・ユニバーサル ミュージック合同会社）より発売。括弧内に規格番号、発売日、備考等を記しておく。
- 『春のささやき』（TP-72300、1978年3月5日。）
- 『微笑のメロディー』（TP-80030、1978年8月5日。）
- 『カレンダー』（TP-80055、1978年12月20日。同年10月に、ロンドンのラウンド・ハウス・スタジオにて録音。バックはケン・ギブソン・オーケストラが演奏した。）
- 『Kumikoアンソロジー』（TP-80070、1979年3月20日。両面、彼女の顔写真が印刷されたピクチャー・レコード仕様の限定盤。内容は彼女のベスト盤[注釈 20]。）
- 『カーテンコール』（TP-80084、1979年7月5日。ミュージカル的内容に仕上がっている。全曲を作詞：小林和子、作曲及びコーラス編曲：和泉常寛、編曲（コーラス部分を除く）：羽田健太郎（録音時のピアノ演奏も担当）が行っている。）
- 『ガラス窓の少女』（TP-80115、1979年11月20日。A面の作詞、作曲を、彼女が大ファンのイルカが、B面を作詞：小林和子、作曲及び編曲を羽田健太郎が担当している。）
- 『さよならありがとう』（TP-60353 - 4、2枚組、1979年12月20日。1979年10月19日に日本武道館で行われた「さよならコンサート」の模様をライブ収録したもの。このビデオ・ソフト版は、後に、東芝EMIから発売された。）
- 『Summer Holiday』（TP-80142、1980年6月5日。スカイ・ブルー・カラー・レコード。今まで発売されたアルバムの中から、夏向けの音楽をセレクトしたもの。未発表テイク「サマー・スカイ」を初収録している。）
- 『大場久美子ベスト「青春 p.s.ありがとう久美子」』（TP-90329、1985年5月。文字通り、彼女の東芝EMI時代のベスト盤。）

#### CD
いずれも東芝EMI、EMIミュージック・ジャパン（現・ユニバーサル ミュージック合同会社）より発売。括弧内に規格番号、発売日、備考等を記す。
- 『なんたってアイドルポップ』（TOCT-8061、1993年6月30日。ベスト盤）
- 『大場久美子／Big Artist Best Collection』（TOCT-8832、1995年2月22日。東芝EMI時代に彼女が発売した全シングル9枚のA、B面全18曲を収録したもの。）
- 『大場久美子 ゴールデン☆ベスト』（TOCT-10857、2002年6月19日。デビュー時から『スプリング・サンバ』時代までのセレクション盤。この間に発売されたシングルのA面の曲では、「ディスコ・ドリーム」のみ未収録である。）
- 『春のささやき』（TOCT-25236、2003年11月27日。彼女のオリジナル・アルバム初のCD化。内容は同一タイトルLP(TP-72300)と全く同じ。紙ジャケット仕様、24ビットマスタリングの限定盤。）
- 『エッセンシャル・ベスト』（TOCT-26321、2007年8月22日。前記の『ゴールデン☆ベスト』から、スプリング・サンバを初めとする最後の３曲を除いたもの。その為、それよりも定価が510円安い1470円となっている。期間限定販売。）
- 『Kumikoアンソロジー』（TOCT-26625、2008年8月27日。同一タイトルLP(TP-80070)のCD化。内容も全く同じ[注釈 21]。紙ジャケット仕様。）

### ビデオ・ソフト

#### ライブビデオ
- さよならありがとう（東芝EMI。発売年月日不明。1979年10月19日に日本武道館で行われた「さよならコンサート」[注釈 22]の模様をライブ収録したもの。アナログ盤LPは2枚組で発売された。）

#### イメージビデオ
- WASHING MY LIFE（1985年 ビデオパックニッポン）
- 大場久美子の四季 狂香小夜曲（読み方は「セレナーデ」、1985年　徳間ジャパンコミュニケーションズ） - 同名のアルバムがキティ・レコーズから発売されている。（規格番号25MS0082）

#### ハウツービデオ
- 大場久美子式美活ライフ ～ヨーグルト&クーガーダンス 体質改善で健康やせ!～（2016年 ポニーキャニオン）

## 書籍

### 写真集
- 「ふあんたじあ 大場久美子」（1979年）
- 「大場久美子写真集」（1980年）
- 「大場久美子」（1984年）
- 「狂香小夜曲」（1985年）

### 著書
- 「恋の指定席」（1978年11月、 立風書房）
- 「素顔のままで」（1980年2月、 ワニブックス）
- 「クーミンのないしょの食卓」（1980年6月、集英社）
- 『おいしく食べて無理なく痩せる 美人粥』辰巳出版、1986年1月10日。ISBN 4886410421。NDLJP:12106340。
- 「やっと。やっと！ パニック障害から ぬけ出せそう…」（2009年3月27日、 主婦と生活社、ISBN 978-4-391-13761-3）

### 書籍
- 「大場久美子DELUXE BOOK 〜特別復刻プレミア豪華版〜」（2016年8月1日、株式会社金羊社クリエイティブワークス）

## 出演

### テレビドラマ
- 愛の山河（1974年、日本テレビ）
- ポーラテレビ小説「加奈子」（1975 - 1976年、TBS）
- 東芝日曜劇場（TBS）
  - ふりむいた女（1977年、毎日放送制作）
  - 晴れて二人は（1980年、毎日放送制作）
  - ぼくの妹に・その9（1983年）
  - 新・四谷怪談（1987年） - お梅 役
  - 麦わら帽子（1992年）
  - 一人ぼっちは怖い（1993年）
- ブラザー劇場「コメットさん」（1978 - 1979年、TBS・国際放映※1） - コメット 役（初の主演）
- マジカル7大冒険（1978 - 1979年、TBS。榊原郁恵と共に主演）
- 少女探偵スーパーW（1979年、TBS。「マジカル7大冒険」の後番組。これも榊原郁恵と共に主演） - 遠山プンチ 役
- 熱い嵐（1979年、TBS） - 高橋友子 役
- 大いなる朝（1979年、TBS） - 青春時代の山田耕筰の妻・菊尾 役。耕筰役は野口五郎 [注釈 23]。
- 噂の刑事トミーとマツ 第1シリーズ 第38話「久美子! 恋の三角レースだよン」（1980年、TBS※1） - 大島久美 役
- 真夜中のヒーロー（1980年、日本テレビ） - 館みゆき 役※主演
- なぜか初恋・南風（1980年、TBS） - めぐみ 役
- 土曜ワイド劇場（テレビ朝日）
  - 「濡れた心〜レズビアン殺人事件〜」（1981年） - 小村トシ 役※主演
  - 「スキャンダル殺人事件」（1981年）※主演
  - 「偽りの花嫁」（1982年） - 山中和子 役※主演
  - 「西村京太郎トラベルミステリー」
    - 「あずさ3号殺人事件」（1983年） - 小林和美 役
    - 「アルプス誘拐ルート」（1989年） - 大久保さやか 役

  - 「幻の結婚式」（1985年）
  - 「赤い蛍は血の匂い」（1986年）
  - 「白の処刑」（1986年、朝日放送制作） - 石破恵美 役
  - 「探偵・神津恭介の殺人推理7・呪縛の家」（1987年） - 卜部土岐子 役
  - 「尼さん探偵名推理1」（1989年、朝日放送制作） - 川部順子 役
  - 「博多発6時33分 山陽新幹線の女」（1990年）
  - 「家政婦は見た!12」（1993年） - 川又日出子 役
  - 「湯けむり草津温泉 女たちの殺人研修ツアー」（1993年） - 元木弥生 役
  - 「混浴露天風呂連続殺人12」（1993年） - 桑野康子 役
  - 「新・赤かぶ検事奮戦記3」（1996年） - 林美弥子 役
  - 「ダイエット三姉妹の旅情事件簿2」（1998年、朝日放送制作） - 北沢弥生 役
  - 「津軽海峡に消えた女」（2001年）
- 本郷菊坂赤門通り（1981年、フジテレビ） - 鹿町朝子 役
- 秘密のデカちゃん（1981年、TBS） - 日暮祥子 役
- 花咲け花子 第1シリーズ（1981年、日本テレビ） - 立花由紀 役
- ナショナル劇場・パナソニック ドラマシアター（TBS）
  - 水戸黄門（C.A.L制作）
    - 第12部 第16話「瀬戸の夕映え花嫁－広島－」（1981年12月14日） - おいち 役
    - 第15部 第27話「殿様騙した親不孝者－大垣－」（1985年7月29日） - お珠 役
    - 第16部 第30話「銘酒を守った娘の真心－新庄－」（1986年11月17日） - お千代 役
    - 第18部 第27話「妻が守った夫の武士道－掛川－」（1989年3月20日） - お組 役
    - 第21部 第1話「悪鬼が巣喰う岡崎城 -水戸・岡崎-」（1992年4月6日） - 萩江 役
    - 第37部 第8話「嘘泣き父子の二人旅－久保田－」（2007年5月28日） - お豊 役
    - 水戸黄門 スペシャル[注釈 24]（2015年6月29日） - お美津 役

  - 大岡越前（C.A.L制作）
    - 第7部 第12話「鬼を泣かせた娘」（1983年7月11日） - おくみ 役
    - 第9部 第6話「探した我が子は女掏摸」（1985年12月2日） - おれん 役

  - 江戸を斬るVII 第24話「伜は天下の町奉行」（1987年7月6日、C.A.L制作） - 小夜 役
- 戦国の女たち（1982年、フジテレビ） - 千姫 役
- さりげなく憎いやつ（1982年、毎日放送） -  堀内厚子 役
- 笑顔泣き顔ふくれ顔（1982年、フジテレビ） - 恵 役
- 火曜サスペンス劇場（日本テレビ）
  - 「妻よ睡れ」（1982年）
  - 「暗い落日」（1983年）
  - 「雪花魔人形 愛と惨劇の館」（1984年）
  - 「警部補 佃次郎14・永遠のナゾ」（2002年） - 平林恭子 役
  - 「産婦人科医 南雲綾子3・対決」（2004年） - 津村妙子 役
  - 「箱根湯河原温泉交番3・芸妓の涙」（2005年） - 坂井新子 役
- 太陽にほえろ!（日本テレビ）
  - 第535話「ボギーのいちばん長い日」（1982年） - 堀川マリ 役
  - 第577話「探偵ゲーム」（1983年） - 尾崎秋子 役
- ザ・サスペンス （TBS）
  - 「もう一人の乗客」（1982年） - 香原由美 役
  - 「エメラルドの海が憎い」（1984年） - 田中悦子 役※主演
- 暁に斬る! 第1話「燃えろ!好色寺」（1982年、関西テレビ）
- 右門捕物帖 第7話「正月にやって来た可愛い女」（1983年、日本テレビ） - おまち 役
- 大奥 第17話「女の情に蛇が棲む」（1983年、関西テレビ） - お波 役
- 銭形平次 第846話「証拠が消えた」（1983年、フジテレビ） - おいと 役
- 時代劇スペシャル「おんな牢秘抄」（1983年、フジテレビ） - なお 役
- 月曜ドラマランド （フジテレビ）
  - 「どっきり天馬先生7」（1983年） - 近藤和子 役
  - 「少年隊のただいま放課後スペシャル」（1984年）
  - 「まさし君」（1985年）
  - 「微熱 MY LOVE」（1985年）
  - 「ザ・サムライ」（1986年） - 綾杉京子 役
  - 「フローズン・ホラーSHOW」（1987年）
- 大江戸捜査網 第616話「嘘か誠か? 花嫁の赤い疑惑」（1983年、テレビ東京 / 三船プロ） - おきぬ 役
- 長七郎江戸日記 第1シリーズ 第2話「風流献上鷹始末」（1983年、日本テレビ / ユニオン映画） - お里 役
- 遠山の金さん（テレビ朝日 / 東映）
  - 第1シリーズ 第110話「花の単身赴任・夢追い美女がかけた罠!」（1984年） - お冴 役
  - 第2シリーズ 第32話「母の死の謎!」（1986年） - 川島妙 役
- 金曜女のドラマスペシャル（フジテレビ）
  - 「結婚前夜 -消えた殺人事件-」（1985年3月22日） - 中園三枝 役
  - 「完璧すぎたアリバイ」（1986年）
- 生きて行く私（1984年、テレビ朝日） - 美子 役
- ドラマ人間模様「われは女成りけるものを…樋口一葉」（1985年、NHK総合※2）  - 樋口邦子 役（ナレーションも担当）
- ガンコおやじに敬礼!（1985年、TBS） - 山崎雪枝 役
- 特捜最前線 第436話「疑惑のXデー!爆破予告1010」（1985年10月10日、テレビ朝日・東映） - 宮城みどり 役
- 花王名人劇場 裸の大将放浪記 第17話「やって来ました!裸の大将 清のメルヘン旅芝居」（1985年10月27日、関西テレビ / 東阪企画） - 浜田小百合 役
- 春風一番!（1986年、日本テレビ）
- 夏樹静子サスペンス（第1期） 第13話「偽りの凶器」（1986年、関西テレビ） - 久本侑子 役※主演
- 松本清張サスペンス 隠花の飾り 第2話「足袋」（1986年、関西テレビ）
- 木曜ゴールデンドラマ（よみうりテレビ）
  - 「私は被害者ではない」（1986年）
  - 「背中合わせに・愛 父と娘の結婚二重奏」（1988年）
  - 「女たちの結婚方程式 別居、不倫、離婚」（1988年）
  - 「お姑さんの登校拒否」（1990年）
- アリエスの乙女たち（1987年、フジテレビ） - 結城小百合 役
- 京都サスペンス「芙蓉の花は血の色」（1987年、関西テレビ・京都映画） -  高見沢かおる 役※主演
- ザ・ドラマチックナイト（フジテレビ）
  - 「顔を失くした女」（1987年）
  - 「細雪 -友禅殺人事件-」（1988年3月11日） - 美砂 役
- 隠密・奥の細道 第13話「最上川に泣く迷い姫」（1988年、テレビ東京） - 矢吹小夜 役
- 月曜 女のサスペンス（テレビ東京）
  - 「闇の中の女 恐怖の二重婚姻届!」（1988年）
  - 「女は二度生まれる」（1991年） - 篠原美紀 役
- さすらい刑事旅情編II 第10話「函館本線の女・傷だらけの帰郷」（1989年、テレビ朝日）
- 月曜ドラマスペシャル「夏樹静子の「第三の女」」（1989年、TBS） - 久米悠子 役
- 男と女のミステリー（フジテレビ）
  - 「京都グルメ旅行殺人事件」（1989年） - 加藤ジュン子 役
  - 「殺意の囁き」（1990年）
- 奇兵隊（1989年、日本テレビ） - 村田（のちに大村）琴 役
- 三匹が斬る!（テレビ朝日）
  - 続々 三匹が斬る! 第3話「酒と女と小判漬け、悪徳家老に大変身!」（1990年） - 矢藤千秋 役
  - また又 三匹が斬る! 第18話「妖刀乱魔!女の園で見た悪夢」（1991年） - 四代目一文字龍拓こと小春 役
  - 痛快 三匹が斬る! 第1話「帰ってきた千石、刃傷松の廊下に踊る悪霊たち!?」（1995年4月）
- あばれ八州御用旅 第1シリーズ 第1話「国定忠治を斬れ!」（1990年、テレビ東京） - お葉 役
- はやぶさ新八御用帳 大奥の恋人（1990年、日本テレビ） - お千世 役
- 世にも奇妙な物語 第1シリーズ 第4話-2「殺人者は後悔する」（1990年、フジテレビ） - 杉田小菊 役
- 金曜ドラマシアター（フジテレビ）
  - 「名古屋出戻り物語」（1992年、東海テレビ制作） - 原口名津 役
  - 「松本清張スペシャル・疑惑」（1992年）
  - 「京都花の艶殺人事件」（1993年）
- ララバイ刑事'93 第10話「監禁!!殺人犯に襲われた女警部」（1993年、テレビ朝日）
- 銭形平次 第3シリーズ 第3話「雪の夜」（1993年、フジテレビ） - お京 役
- 名奉行 遠山の金さん 第5シリーズ 第14話「浮世絵連続殺人!」（1993年、テレビ朝日） - お静 役
- はぐれ刑事純情派VII 第3話「お時間ありますか? 駅に立つ女」（1994年、テレビ朝日） - 川上亜紀子 役
- 金曜エンタテイメント（フジテレビ）
  - 「悪夢の封印」（1993年）
  - 「野々村さんちの夫婦ゲンカ2」（1994年）
  - 「美人三姉妹温泉芸者が行く!1 那須なみだ雪殺人事件」（1995年2月） - 菊乃 役
  - 「さよなら大放送 名古屋嫁入り物語10」（1998年、東海テレビ制作）
  - 「腕まくり看護婦物語」
    - 「大島烈風編」（1999年） - 月岡みずほ 役
    - 「婦長旋風編」（2000年） - 同上 [注釈 25]

  - 「山村美紗サスペンス 赤い霊柩車20・血の鎮魂歌」（2005年） - 遠山加津子 役
- もしも願いが叶うならスペシャル（1995年3月、TBS）
- サイコメトラーEIJI 第1期 第5話「ボクを殺さないで」（1997年、日本テレビ） - 加藤佳奈子 役
- 砂の城（1997年、東海テレビ） - 磐城美百合 役※主演（第35話以降）
- 燃えろ!!ロボコン 第22話 「秘伝! 炎のハンバーグ」（1999年、テレビ朝日） - 榎美佐 役
- 女と愛とミステリー（テレビ東京・BSジャパン）
  - 夏樹静子サスペンス「死刑台のロープウェイ」（2001年7月） - 早見優子 役
  - 「不倫調査員・片山由美3 京都芸妓殺人事件!」（2002年） - 園田泰子 役
- SP 警視庁警備部警護課第四係 第1話「東京都知事暗殺を阻止せよ」（2007年、フジテレビ） - 大川優子都知事 役
- 赤川次郎ミステリー 4姉妹探偵団 第8話「呪われた天才ピアニスト! 殺人連鎖の謎」（2008年、朝日放送） - 深野須美子 役
- Around40〜注文の多いオンナたち〜（2008年、TBS） - 中山美智子 役
- 生誕100年記念 松本清張ドラマスペシャル・書道教授（2010年、日本テレビ） - 日野千鶴 役
- 99.9-刑事専門弁護士- SEASON I 第4話「永遠に証明できない無実!!逆転の一手は」（2016年、TBS） - 斑目法律事務所事務員（役名なし） 役
- あまんじゃく 元外科医の殺し屋 最後の闘い（2020年、テレビ東京） - 名和千代乃 役

など
※1:CS・TBSチャンネルおよびチャンネルNECOで再放映された。
※2:NHKアーカイブス所蔵。

#### バラエティー番組
- おはよう!こどもショー（けでんと17号。日本テレビ）
- 早見優のアメリカンキッズスペシャル（中京テレビ） - 出演者

など

#### 歌謡番組
- NTV紅白歌のベストテン（日本テレビ[注釈 26]）
- ロッテ 歌のアルバム（TBS）
- ヤンヤン歌うスタジオ（東京12チャンネル、現テレビ東京）

など

#### テレビの司会、アシスタント
- ぎんざNOW!（TBS） - アシスタント
- ロッテ 歌のアルバム 千と一慶生放送（1977年8月14日 - 同年末頃。TBS） - アシスタント
- 第10回:日本歌謡大賞（高島忠夫と一緒に司会をした。1979年11月23日。東京12チャンネル（現テレビ東京）[注釈 27]） - 司会
- オーケストラがやってきた（メイン司会は、同番組の顔でもある作曲家・指揮者の山本直純。TBS） - サブ司会
- 東京北人図鑑（J:COMチャンネル） - 司会

### インターネット動画
- つか金フライデーDOUGA フジテレビ無料動画サイト - 見参楽（みさんが！）（2011年5月6日 - 8月11日　配信）
- フェイクドキュメントドラマ プロデューサーK（2016年9月28日　配信）
- カルチャー オブ ジャパン（2015年8月7日　wallop）[9]

### ラジオ番組
- 郷愁のうた 〜ノスタルジックサウンド〜（Japan Radio Network）
- 今夜も大入り!渋谷・極楽亭（2010年9月18日、NHKラジオ第1放送） - ゲスト
- 大場久美子とこおろぎモブのradioclub.jp（2019年7月 - 12月、かつしかFM・ニコニコ動画）

### 映画
一般映画
- 遺書 白い少女（1976年4月24日公開,松竹）
- HOUSE／ハウス（1977年7月30日公開,東宝）
- 東京からきた女の子（1978年5月27日公開）
- ひめゆりの塔（1982年6月12日公開,東宝）
- 丑三つの村（1983年1月15日公開）
- 武闘派仁義（1993年7月3日公開）
- 破線のマリス（2000年3月11日公開,アスミック・エース）
- スワンズソング（2002年11月9日公開）
- バッシュメント（2005年12月17日公開）
- さよなら夏休み（2010年8月21日公開[注釈 28]）

教育映画
- 夕映えのみち（2007年,テス･サービス[注釈 29]）

### 声優
洋画吹替え
- ダンボ（1941年、ディズニー[注釈 30]）
- スター・ウォーズ エピソード4/新たなる希望（1983年10月5日放送水曜ロードショー版,レイア姫）

テレビアニメ
- Cosmic Baton Girl コメットさん☆（2001 - 2002年、テレビ東京系） - 柊美穂/スピカ（コメットの叔母かつ2代目コメット） 役

アニメ映画
- ノエルの不思議な冒険（1983年4月29日公開,東映）
- イルカのクリスマス ジェレミーの木（同上）

### Vシネマ
- あんこう（1991年7月）
- オオカミが出てきた日（1992年2月）
- 新書ワル 復活篇（1993年1月）
- らーめん屋物語 （1993年5月）
- スキャンダラス・ボディ（1993年8月）
- 新書ワル2 挑戦篇（1993年8月）
- スキャンダラス・ボディ2（1993年9月）
- 取立屋本舗べビィ 闇金仁義（1993年10月）
  - 取立屋本舗べビィ 闇金絵巻（1994年1月）

### 舞台
一部の舞台公演については、NHKが撮影、放送している。
- 放浪記（1986年 - 1994年） - 悠起 役
- 土佐堀川 (1990年2月から1ヵ月間、東京宝塚劇場で上演） - 明治・大正期の女性実業家・広岡浅子の娘・亀子役
- 無法松の一生
- 風林火山
- 森進一特別公演「雪之丞変化」[10]
- 現代流行弁当屋繁盛記[11]
- 落語長屋殺人事件　与太郎どっきり八景[12]
- 冬の椿[13]
- 付き馬屋おえん
- 名古屋嫁入り物語
- 雪の梅暦
- 雪之丞変化
- ふるあめりかに袖はぬらさじ
- おやじのツボ
- トホホな甚五郎
- 雲の綿帽子
- コーポからほり303〜ホテルからほり303〜
- 昭和歌謡コメディ〜築地 ソバ屋 笑福寺〜

など

### CM
- HOYA（1978年-1981年）
- ハウス食品 プリン（1979年）
- ハウス食品 ククレカレー（1979年-1980年）
- オリンパス OM10（1979年-1980年）
- 東レ シルック（1979年-1980年）
- ダイドードリンコ ブレンドコーヒー （1981年）
- 牛乳石鹸共進社 シャワラン（1981年）
- アコム（1982年-1985年）
- 花王 カオーフェザーシャンプー
- アートネイチャー（1990年）
- ロッテアイス モナ王（2015年）[14]
- 公益財団法人いきいき埼玉 埼玉県シルバー人材センター連合（2022年）

など